# Lovecké spolky v Předlitavsku
Lovecké spolky v Předlitavsku, sdružené do zemských ústředních organizací, si kladly za cíl hájení a ochranu zvěře, provozování honby podle mysliveckých pravidel a zákonů a jejich neustálé zdokonalování. Účelem spolků byla vzájemná podpora jednotlivých majitelů honby a jejich jednotná spolupráce s povolanými úřady, společné působení proti krádeži zvěře a pytláctví. Skrze vzájemné sdělování nabytých zkušeností během společenských schůzí, přednášek, vydáváním a šířením odborné literatury, časopisů a spolkových tiskových orgánů, společně pořádané výstavy a soutěže, docházelo k šíření vzdělávání v oboru myslivosti nejen u členů spolku, ale i u ostatních a zájemců o myslivost.

## Historie
Ke změně feudálního loveckého práva došlo v Rakouském císařství až s revolucí v roce 1848. V říjnu 1848 přijalo Národní shromáždění ve Frankfurtu nad Mohanem, jehož předsedajícím byl rakouský arcivévoda Jan Habsbursko-Lotrinský, novou ústavu, která v paragrafu 169 lovecké právo nově upravovala: právo lovit na vlastní půdě vedlo ale ke značnému úbytku volně žijící zvěře, jelikož rolníci nyní začali doslova bezhlavě lovit zvěř, která jim ničila jejich úrodu na polích.
Za účelem ochrany lovné zvěře byla v Rakousku stanovena minimální velikost loveckého revíru, který nesměl být menší než 200 jiter (115 ha), kromě toho nový lovecký zákon (rámcový zákon), vydaný císařem Franzem Josefem I. v březnu 1849 (ponechávající přesné znění na jednotlivých korunních zemích) upravoval dobu hájení, zakazoval lovení pomocí ok nebo ničení hnízd. Po vydání říšského spolčovacího zákona v roce 1867 začala po celém území monarchie vznikat celá řada lokálních spolků na ochranu honby, které se od začátku 70. let 19. století začaly organizovat pod ústředními a zemskými spolky.
Dne 15. ledna 1858 vyšlo ve Vídni (rodinná tiskárna Wallishausser) první číslo rakouského loveckého časopisu „Jagd-Zeitung”, jehož redaktorem a vydavatelem byl Albert Hugo (1810–1873) (od roku 1873 pod názvem „Hugo's Jagd-Zeitung”). Úvodní článek časopisu pojednával o pardubické parforsní honební společnosti (Parforce-Jagd-Gesellschaft in Pardubitz), založené v roce 1840. Vyzdvižena byla účast tzv. veteránů společnosti: knížete z Trautmannsdorfu, knížete z Auerspergu, knížete z Taxisu, knížete z Windischgrätzu, hraběte z Clam-Gallasu, hraběte ze Šternberka, hraběte z Harrachu, hraběte Kinského, hraběte z Mensdorffu-Pouilly či tzv. mladé lovecké gardy: knížete Fürstenberga, knížete Kinského, knížete Rohana, hraběte ze Salmu, hraběte z Harrachu, hraběte Kounice a hraběte z Thun-Hohensteinu. Na začátku 70. let přinášel mnohé zprávy o prvních dvou ústředních organizacích na ochranu honby, založených ve Francii a Německu.

### Société centrale des chasseurs pour aider à la répression du braconnage
První ústřední lovecký spolek na ochranu lovné zvěře založil v roce 1866 markýz de Nicolay v Paříži, spolek nesl název «Société centrale des chasseurs pour aider à la répression du braconnage» (Ústřední lovecká společnost proti pytláctví) a jeho účinnost se vztahovala na francouzské departmenty „de la Seine” a „de Seine-et-Oise“. Jak dalece hodlal spolek potírat pytláctví a lovecké přestupky, vycházelo z jeho stanov, které zakazovaly: pytláctví (Wilderei) za pomoci zakázaného loveckého vybavení (ok, pasti, sítí, atd.), podomní prodej zvěřiny v době hájení, pytláctví v noci, uchovávání zakázaného loveckého vybavení v domě i mimo dům, pytláctví za pomoci návnady nebo jiného lákadla, ničení vajec a hnízd a samozřejmě lovení bez povolení. Za dopadení a oznámení přestupků byli členové spolku odměňováni zlatou, stříbrnou či bronzovou medailí a finančním obnosem, seznam pytláků a udělených trestů pak zveřejňoval ve svém buletinu „Société” (např. 7. února 1872, Allot, pytlák, Rue de vifrue, byl zadržen, když nesl 11 koroptví, trest: 2 měsíce vězení a pokuta 200 franků).

### Allgemeine deutsche Jagdschutzverein
Na podkladě francouzských zkušeností se v Německu v roce 1871 konstituoval Allgemeine deutsche Jagdschutzverein (Všeobecný německý spolek na ochranu honby). Jeho oficiálním tiskovým orgánem se staly lovecké časopisy „Der Waidmann” a „Deutsche Jagdzeitung”. V roce 1874 se oba orgány, „Deutsche Jagdzeitung” a „Der Waidmann”, dohodly, že se «Allgemeine Deutsche Jagdschutz-Verein» stane ústředním spolkem pro celé Německo. Ke konstituci došlo na 2. valné hromadě 15. března 1875 v Drážďanech, kdy spolek čítal kolem 700 členů. Za dopadené přestupky hodlal příslušníky lesní policie a úřednictva při honitbách odměňovat loveckými puškami, loveckými kordy (Hirschfänger) a jiným loveckým vybavením, které by neslo na viditelném místě pochvalné věnování.
V roce 1876 konal ADJV v Drážďanech svou I. generální valnou hromadu (v témže roce se v Berlíně konala také první lovecká výstava), II. generální valnou hromadu roku 1877 v Berlíně a III. generální valnou hromadu roku 1878 ve Frankfurt n. M. Dne 24. ledna 1879 byl ADJV, společnost s ručením omezeným, zapsána jako právnická osoba do družstevního registru (fol. 128). V roce 1886 byl rozdělen do 25 oblastí po celém Německu, které se dělily dál na okresy s lokálními spolky. Svaz působil až do roku 1934, kdy byl NSDAP zglajchšaltován do NS-říšského svazu «Reichsbund Deutsche Jägerschaft». Do roku 1934 stáli v jeho čele: hrabě Karl von Krockow (do dubna 1877), kníže Hermann zu Hohenlohe-Langenburg, princ Alfons von Isenburg.
Vedle družstevní lovecké společnosti ADJV vznikl v Porýní ústřední spolek „Jagdschutzverein der Rheinprovinz” (Spolek pro ochranu honby pro Porýní), jehož předsedou byl v roce 1886 fotograf, lovec a ochranář Karl Georg Schillings z Gürzenichu, dále bavorsko-falcký „Bairischpfälzischer Jagdschutzverein” (Spolek na ochranu honby pro Bavorsko a Falc) s tiskovým orgánem „Der deutsche Jäger” v Mnichově. Celá řada větších spolků příslušela k jednomu z výše jmenovaných ústředí (např. Jagdclub „Hansa” (Hamburg); Jagdverein v Ilmenau; Jagdverein v Kielu; Jagdverein v Glogau; Deutscher Jagdclub v Berlíně; Norddeutscher Hetzclub v Berlíně; Jagdverein „Nimrod-Schlesien” (Breslau); Jagdverein „Nimrod-Oppeln” (Oppeln); Jagdgesellschaft „Diana” (Glogau); Jagdverein v Itzehoe (Westholstein/Západní Holštýnsko); Officiersjagdverein v Mannheimu).

## Zakládání ústředních a zemských organizací na území Předlitavska
Zcela jedinečným se stalo na konci 17. století na panství knížete Ferdinanda ze Schwarzenbergu společenství «St.-Eustachius-Jäger-Bruderschaft in Frauenberg an der Moldau» / Myslivecké bratrstvo svatého Eustacha v Hluboké nad Vltavou. Kníže Ferdinand povolil dne 5. června 1692 zřízení bratrstva a taktéž povolil novému mysliveckému bratrstvu půjčku 50 zlatých na pořízení zeleného praporu. Velké zásluhy na založení nesl hlubocký polesný Gregor Řežábek. Myslivecké bratrstvo sv. Eustacha obdrželo později statut a členy se mohli stát myslivci všech schwarzenberských panství v Čechách, Rakousku a Německu. Myslivecké bratrstvo v Hluboké se vyvinulo v instituci, která vedle myslivost a lesnictví, odborného vzdělání myslivců a lesního hospodaření zajišťovala i sociální záležitosti. Myslivecké bratrstvo existovalo až do roku 1942.
Na území celého Rakouska-Uherska se v roce 1896 nacházelo dvanáct zemských loveckých sdružení, propagujících ochranu honby a myslivosti, přičemž některá do své zájmové oblasti zahrnula podporu rybolovu a ochranu ptactva. V Českém království se do roku 1890 etablovaly tři ústřední organizace: Spolek honební a na ochranu zvěře v království Českém se sídlem v Praze, německý Jagd- und Vogelschutzverein / Spolek honební a na ochranu ptactva se sídlem v Ústí nad Labem a německý „Hubertus”, Jagd- und Vogelschutzverein für das nordwestliche Böhmen / „Hubertus”, spolek honební a na ochranu ptactva pro severozápadní Čechy se sídlem v Karlových Varech; v Moravském markrabství a na území Slezského vévodství další: česko-německý Mährischer Jagdschutzverein / Moravský spolek pro ochranu honby se sídlem v Brně, Jagd- und Fischerei-Verein für Ostschlesien / Lovecký a rybářský spolek pro Východní Slezsko se sídlem v Těšíně a Jagdschutzverein für Westschlesien / Spolek na ochranu honby pro Západní Slezsko se sídlem v Opavě.

### Tirolischer Jagd- und Vogelschutz-Verein (1874)
Jako první na území Rakouska-Uherska vznikl v Innsbrucku ústřední spolek «Tirolischer Jagd- und Vogelschutz-Verein» / Tyrolský spolek na ochranu honby a ptactva (od roku 1923 pod názvem «Tiroler Jagdschutzverein»). Spolek začínal v roce 1865 jako stolní společnost několika málo nadšenců pod názvem „Hirschtafelrunde” (Jelení stolní společnost), o devět let později, dne 9. července 1874, oznámil přípravný výbor pod vedením Univ. Prof. Dr. Ludwiga von Barth c. k. státnímu zastupitelství založení spolku a 21. července 1874 došlo ke zveřejnění schválených stanov spolku «Tirolischer Jagd- und Vogelschutz-Verein» se sídlem v Innsbrucku, založeného za účelem zvelebování honby a ochrany užitečného ptactva. Dne 14. prosince 1874 se konala ustavující valná hromada spolkové sekce Innsbruck a 23. ledna 1875 generální valná hromada, při které došlo ke schválení stanov a volbě hlavního spolkového výboru. V únoru 1875 vyzval spolkový výbor k zakládání spolkových sekcí, které z počátku zahrnovaly oblasti: Ampezzo, Bozen, Brixen, Rattenberg, Bruneck, Fieberbrunn, Gossensaß, Imst, Innsbruck, Kirchdorf, Kitzbühl, Kufstein, Landeck, Mals, Matrei, Nauders, Pfunds, Reutte, Ried, Schwaz, Sterzing, Telfs, Vorarlberg, Wattens, Windischmatrei, Zillertal. Po necelém roce sdružoval 750 členů. Oficiálním tiskovým orgánem se stal informační bulletin „Der Tiroler Jagdaufseher”. Po rozpadu Rakouska-Uherska připadla část spolkových sekcí k Itálii (Jižní Tyrolsko). V roce 1988 byl založen „Südtiroler Jagdverband”.

### Niederösterreichischer Jagdschutzverein (1877)
Dne 30. listopadu 1876 se sešel z iniciativy hraběte Josefa Hoyos-Sprinzensteina, hraběte Johanna Nepomuka Wilczeka, hraběte Maximiliana von Wallise (z Moravských Budějovic) a dalších významných pánů (Dr. M. Bertholda, Dr. Adolfa Complojera, majitele banky Morize Schnappera, atd.) přípravný výbor dolnorakouského spolku «Niederösterreichischer Jagdschutzverein». Původně výbor zamýšlel založit spolek podle francouzského a německého vzoru pro celé Rakousko, nakonec bylo rozhodnuto o působení v menší oblasti. Hlavním účele spolku mělo být provádění stávajících zákonů na ochranu honby a zasazování se o jejich další rozvoj, volba dvanáctičlenného výboru a zastupování jednotlivých okresů skrze delegáty na valné hromadě. Protektorem spolku byl jmenován arcivévoda korunní princ Rudolf Habsbursko-Lotrinský.
Zakládající valná hromada se konala 8. března 1877 ve Vídni v sále hostince „Zur goledenen Ente” (U zlaté kachny). Do výboru byli zvoleni: předsedou hrabě Franz von Colloredo-Mannsfeld, místopředsedou advokát Dr. Moritz Berthold, pokladníkem Dr. Anton Philip Willner (manžel Marie Seraphiny z dynastie Mautner von Markhof), zapisovatelem Dr. Josef Schwach, členové hrabě Maximilian von Wallis, hrabě Josef Hoyos-Sprinzenstein, Peter Complojer, Franz Leibenfrost (Café Leibenfrost Wien), Dr. Franz Biel, princ Eugen von Miller zu Aichholz, spisovatel a novinář Emmerich Ranzoni, Franz Dengler. Tiskovým orgánem se stal zpravodaj „Mitteilungen des niederösterreichischen Jagdschutzvereines”, který vycházel až do vypuknutí první světové války.
Oslava k 25. výročí založení se konala 15. května 1902 v Rytířském sále Zemského domu (Landhaus) ve Vídni za účasti: nejvyššího dvorského komorníka, hraběte Hugo Abensperg-Trauna, nejvyššího lovčího svobodného pána von Gudenuse, místodržícího hraběte Kielmansegga, zemského maršálka barona Lea Gudenuse, za ministerstvo orby se dostavil ministerský rada Ludwig Dimitz, dále v sále zasedli předseda spolku hrabě Franz Colloredo-Mannsfeld, oba zástupci předsedy dvorní rada Schön a hrabě Erwin Schönborn, dostavili se též princ Solms, hrabě Carl Schönborn, svobodný pán von Doblhoff, hrabě Ferdinand Trauttmansdorff, baron Waechter, baron Aehrenthal, baron Sternegg, montánní průmyslník rytíř Paul von Schoeller, delegáti členských loveckých spolků a mnozí další. Členská základna dosáhla v tomto roce počtu 2 426 členů a jmění činilo 96 850 korun. Post protektora převzala Jeho Výsost c. k. arcivévoda František Ferdinand d'Este.
V roce 1908 proběhla fúze se spolkem «Wiener Jagdklub», který byl založen v roce 1879 (Wien, I. Bezirk, Schaufleigasse Nr. 6), kdy se oba spolky dohodly na názvu «Niederösterreichischer Jagdschutzverein (Wiener Jagdklub)». Předsedou byl zvolen hrabě Franz Colloredo-Mannsfeld, zástupci předsedy svobodný pán Dr. Heinrich von Haerdtl a hrabě Ferdinand Trauttmansdorff. Dosavadní předseda spolku «Wiener Jagdklub» císařský rada Huber, který byl pověřen loveckou mezinárodní výstavou, zaujal místo v hlavním výboru.

### Jagdschutzverein für Galizien / Galicijskie Towarzystwo łowieckie (1876)
Jagdschutzverein für Galizien / Galicijskie Towarzystwo łowieckie / Spolek na ochranu honby pro Halič se konstituoval v roce 1876. V roce 1882 se stal haličský lovecký spolek se sídlem ve Lvově členem moravského spolku Mährischer Jagd- und Vogelschutzverein. Předsedu spolku zastával v roce 1886 hrabě Wladimir Dzieduszycki, funkci sekretáře Wladislaw Zontag a redaktorem spolkového časopisu „Lowiec“ byl Johann Loszmski; počet členů čítal kolem 600. Sdružoval spolky: Jagdgesellschaft v Lisowice; Jagdverein „St. Hubertus" ve Lvově (Lemberg); městský Jagdverein ve Lvově; Jagdverein v Krakově (Krakau); Jagdverein v Rohatyni; Jagdgesellschaft v Sołotvini; Jagdverein v Řešově (Rceszow); Jagdverein v Stanislavově; Jagdgesellschaft „St. Hubertus” v Žovkvě (Żółkiew); Jagdverein v Kolomea; Jagdverein „Diana” v Lancutu.

### Jagd- und Vogelschutzverein in Aussig (1878)
V roce 1878 byl založen Jagd- und Vogelschutzverein in Aussig / Spolek honební a na ochranu ptactva se sídlem v Ústí n. L. Od roku 1881 do roku 1896 vydával dvakrát ročně nepravidelný zpravodaj „Mitteilungen des Jagd- und Vogelschutzvereines in Aussig” jako přílohu k lokálnímu deníku „Elbezeitung”. Na valné hromadě v roce 1882 do spolku přistoupil hrabě Edmund Clary-Aldringen z Teplic a hrabě Franz von Ledebour-Wicheln na Telnici. V roce 1884 směřovala spolková činnost do okresů Ústí nad Labem (Aussig), Chabařovice (Karbitz), Děčín (Tetschen), Lípa (Leipa), Kamenice (Kamnitz), Benešov (Bensen), Teplice (Teplitz), Most (Dux), Bílina (Bilin), kde bylo v 161 případech zasaženo proti porušování loveckého zákona. Na valné hromadě byli v tomto roce do čela výboru opět na tři roky zvoleni: ředitel velkostatku Otto Decker z Kulmu / Chlumce u Chabařovic (panství rodu Westphalen-Fürstenberg), advokátní koncipient Matzinger z Ústí / Aussig a lékárník Wolfgang Rambausek z Chabařovic (Apotheke Karbitz Nr. 11). Po rozpadu monarchie se spolek v novém Československu soustředil na ochranu přírody a ptactva a nesl název «Deutscher Natur- und Vogelschutzbund in Aussig».

### Schutzverein für Jagd und Fischerei für den Innkreis (1878)
Jako první na území Horního Rakouska se konstituoval «Schutzverein für Jagd und Fischerei für den Innkreis» (Spolek na ochranu honby a rybolovu pro Innský kraj) se sídlem ve městě Ried. Velké zásluhy na vzniku spolku nesl württemberský rytmistr ve výslužbě Ludwig von Livingstone (Rittmeister Ludwig v. Livingstone in Braunau), který v Braunau na Innu založil spolek na ochranu honby (Jagd-Schutzverein). V roce 1878 rozšířil spolek svoji činnost nejen o rybolov, ale také teritoriálně po okresních hejtmanstvích Ried, Schärding a Braunau, přičemž došlo ke změně stanov a názvu na „Schutzverein für Jagd und Fischerei für den Innkreis”, jehož předsedou byl zvolen hrabě Zdenko von Strachwitz (majitel zámku Sunzing v obci Mining), místopředsedou hrabě von Arco-Valley (rod původem z Tridentsko-Horní Adiže), zapisovatelem Dr. Pöschl z Riedu, pokladníkem nadlesní Will ze St. Martina a členy výboru: Ludwig von Livingstone z Braunau († 1881 ve Stuttgartu), p. Vogl z Mattighofenu, myslivec Feichtinger z Reichersbergu, lesmistr Reinisch z Mattighofenu, lesmistr Rauch ze dvora „Ach” u Munderfingu a lesmistr Dosch ze Schärdingu. Patronát nad spolkem převzalo od roku 1880 Jeho Veličenstvo velkovévoda Ferdinand IV. Toskánský. V roce 1889 fúzoval se spolkem „Oberösterreichischer Schutzverein für Jagd und Fischerei”.

### Schutzverein für Jagd und Fischerei im Kronland Salzburg (1880)
V korunní zemi Salcburské vévodství zabíraly lovecké revíry kolem 715 000 ha, z toho státní revíry 191 800 ha (zčásti v pachtu), 422 000 ha obecní revíry (z valné části v pachtu) a 100 600 ha privátní revíry. Přibližně 300 000 ha bylo obhospodařováno domácí a zahraniční šlechtou: přes 60 000 ha v okrese Salcburk Jeho císařským a královským Veličenstvem velkovévodou Ferdinandem IV. Toskánským, kolem 46 779 ha v Pinzgau knížetem Johannem von Liechtenstein, 27 692 ha v Lungau hrabětem Károlyi de Nagy Karoly, další pak vévodou z Cumberlandu, knížetem Johannem von Schwarzenberg, knížetem von Plessen, hrabaty Kinsky, Czernin, Stollberg, Lamberg, šlechtickou loveckou společností v Blümbachu, svobodnými pány von Brandt-Löwenstern-Gustedt, Riese-Stallburg, Bethman, Watzdorf, Schwarz a dalšími.
Dne 27. října 1880 uspořádal přípravný výbor, sestávající z pánů: Alois Wiebl, hrabě Alfred von Gatterburg, Dr. Ludwig Hofmann, E. Hinterhuber, baron Max von Imhoff, hrabě Hugo Lamberg, Lindlbauer, Angelo Saullich, F. Spekmayr, hrabě zu Solms, hrabě Heinrich von Thun und Hohenstein, baron August Schwarz, kníže Wrede von Wolfstein, v Solnohradě v hotelu „U zlaté koruny” (Zur goldenen Krone) ustavující schůzi spolku „Schutzverein für Jagd und Fischerei”. Protektorem spolku se stal velkovévoda Ferdinand IV. Toskánský. Od listopadu 1896 se spolek scházel v hotelu „U zlaté koruny” (Getreidegasse, I. patro) každý pátek (i mimo valných hromad).

### Oberösterreichischer Schutzverein für Jagd und Fischerei (1881)
Po konstituci loveckého spolku „Schutzverein für Jagd und Fischerei für den Innkreis” inicioval hrabě Camillo Heinrich von Starhemberg založení hornorakouského spolku na ochranu honby a rybolovu. Spolek pod názvem «Oberösterreichischer Schutzverein für Jagd und Fischerei» se sídlem v Linci konal svoji konstituční schůzi 24. července 1881 v budově lineckých slavnostních sálů (Redoutensäle). Spolek si vytkl za cíl, jak už samotný jeho název prozrazoval, povýšení a zlepšování všech odvětví myslivosti a rybolovu v Horním Rakousku. Členský roční příspěvek činil 2 guldeny, pro myslivce, lesní a rybolovný personál jeden gulden. Od 20. listopadu 1881 převzal patronát nad spolkem korunní princ Rudolf Habsbursko-Lotrinský. Předsedou spolku byl zvolen hrabě Camillo Heinrich Starhemberg (1835–1900). Ve stejném roce se stal hornorakouský honební spolek členem moravského spolku „Mährischer Jagd- und Vogelschutzverein”. Od roku 1885 vydával svůj vlastní zpravodaj.
Od samého začátku svého působení se spolek zaměřil na finanční odměňování a pochvaly za zásluhy mysliveckého a rybolovného personálu a dalších osob. Během prvních 25 let vyplatil na prémiích a podporách celkem 16 359,30 korun. U příležitosti 40. výročí panování Jeho císařského Veličenstva Františka Josefa I. (2. prosince 1888) založil spolek sociální Jubilejní fond císaře Františka Josefa (Kaiser-Franz-Josef-Jubiläumsfond) na podporu pozůstalých po mysliveckém personálu, který skonal během výkonu služby. V roce 1883 spolek pořádal výstavu trofejí, v letech 1885 a 1886 se účastnil celorakouského loveckého kongresu ve Vídni, v roce 1885 vydal loveckou brožuru o stavu myslivosti v Horním Rakousku, která byla následně rozeslána všem poslancům zemského sněmu.
U příležitosti Lineckých národních slavností pořádal ve dnech 11. a 12. září 1889 uspořádal svou první výstavu plemenných psů. V roce 1890 spolek zřídil odbornou loveckou a kynologickou sekci. V letech 1890 a 1894 pořádal zkoušky plemenných slídičů (Hühnerhundprüfungssuchen). V roce 1895 vydal hornorakouský sněm nový lovecký zákon, na jehož přípravách se aktivně podílel zejména předseda hrabě Camillo Heinrich Starhemberg. V květnu 1898 pořádal spolek v Linci u příležitosti 50. výročí panování císaře Františka Josefa I. výstavu loveckých trofejí a 25. června 1898 se účastnil ve Vídni v počtu 400 myslivců císařského holdovacího průvodu (Weidmannshuldigung) v zámeckém parku Schönbrunn.
V roce 1890 proběhla fúze se spolkem „Schutzvereine für Jagd und Fischerei für den Innkreis”. Po smrti korunního prince Rudolfa v roce 1889 převzalo patronát nad spolkem Jeho Veličenstvo arcivévoda Ferdinand IV. Toskánský. Hrabě Camillo Heinrich Starhemberg vedl spolek více než dvacet let a po jeho smrti 3. února 1900 byl do čela spolku zvolen hrabě Konrad Ungnad von Weissenwolff. Na valnou hromadu, konanou u příležitosti 25. výročí založení ve dnech 13. a 14. června 1903, se dostavili hosté: hornorakouský místodržící hrabě Artur Bylandt-Rheidt, zemský hejtman Dr. Alfred Ebenhoch, za ministerstvo orby ministerský rada Anton Rossipal, přísedící zemského výboru opat Theobald Grasböck, starosta zemského hlavního města Gustav Eder, člen ústředního výboru Hospodářské společnosti pro Horní Rakousko Karl Schmidt a za Zemský střelecký svaz Dr. Gustav Maix, dále pak delegáti ze spřátelených spolků v Předlitavsku: za „Niederösterreichischer Jagdschutzverein” princ Solms-Braunfels a hrabě Ferdinand Trauttmansdorff; za „Kärtner Jagdschutzverein” svobodný pán Leopold von Aichelburg-Labia, rytíř Max von Burger, Felix von Gutmannsthal, Günther Holenia, Artur Noackh; za „Schutzverein für Jagd und Fischerei des Kronlandes Salzburg” předseda spolku svobodný pán August Schwarz a pánové c.k. major Gustav rytíř von Pelikan, zemský soudní rada Mayer, Franz Wallner a Ernst Grein, za „Steiermärkischer Jagdschutzverein” dvorní rada hrabě Markus von Wickenburg, dále pak kolem 100 vlastních spolkových členů.
Opětovně na tříleté volební období byli do předsednictva zvoleni: hrabě Konrad Ungnad-Weissenwolff, svobodný pán von Kast, průmyslník Fritz rytíř v. Fischer-Ankern (Friedrich Fischer Ritter von Ankern, Kirchberg am Walde), Hermann Hofmann, Oberforstkommissär Riedler, Dr. Julius Seidl, kníže Starhemberg, Hr. Hofrat und Hofjagdleiter Titz, dále nově členové výboru: hrabě August zu Eltz, Großgrundbesitzer in Tyllisburg a Friedrich Vogel, Fabriksbesitzer in Mattighofen. V roce svého 25. výročí založení čítal 962 platících členů.

### Mährischer Jagdschutzverein / Moravský spolek na ochranu honby (1881)
Mährischer Jagdschutzverein (Moravský spolek pro ochranu honby) byl založen v červenci 1881 malým kruhem brněnských přátel lovu pod názvem „Brünner Jagd- und Vogelschutzverein“ (Brněnský spolek na ochranu honby a ptactva), jehož ustanovující valná hromada proběhla 27. srpna 1881. Zakládající výbor se skládal z pánů: Peter Oswald, c. k. vedoucí kontrolor telegrafu, Franz Jahn, majitel domu a Ferdinand Krbeczek, státní úředník, všichni pánové pocházeli z Brna. Na valné hromadě 26. února 1882 se členové spolku rozhodli rozšířit činnost na celou Moravu a spolek byl přejmenován na „Mährischer Jagd- und Vogelschutzverein“ (Moravský spolek na ochranu honby a ptactva) a po změně stanov 1. dubna 1882 působil již spolek jako zemská organizace. Tiskovým orgánem byl zvolen deník „Mährisch-schlesischer Correspondent”, v jehož ilustrované příloze vycházel zpravodaj „Mittheilungen für den mährischen Jagd- und Vogelschutzverein”. V prvním roce čítal brněnský spolek na 155 členů, mezi něž patřily i spolky „Tiroler Jagd- und Vogelschutzverein” z Innsbrucku a „Jagd- und Vogelschutzverein” z Ústí n. L., dále zakládající čl. jako hrabě Vincenz von Bubna a Littitz, Anton Mann a Bernhard Geiger.

#### Uniforma a znak
V listopadu 1884 se hlavní výbor moravského zemského spolku «Jagd- und Vogelschutzverein» rozhodl z důvodu reprezentativního korporativního vystupování pro jednotné uniformy: ušité z nepromokavé vlněné látky v barvě srnčí hnědi od firmy „Johann Bochner, Schüttgasse č. 5” (šíře 1,40 m, v ceně 4 zl. 20 kr. za metr). Kabát, vestičku a kalhoty (Rock, Gilet und Hose) se nabídl vyrábět mistr krejčovský Alois Feiler, majitel továrny na pánské oděvy v Brně (v ceně kolem 10-12 zl. podle velikosti). Podle vzoru loveckého spolku štýrského a haličského se výbor rozhodl zavést taktéž spolkový odznak. Sestával z medaile o velikosti dvou guldenů a podle volby ve stříbrném nebo bronzovém provedení. Na přední straně medaile byla vyobrazena krajina s bohyní lovu Dianou, držící v levé ruce erbovní znamení Moravy a pravou nataženou rukou chránící jelena. K pravé ochranitelské ruce Diany se z oblohy snášel pták. Nápis zněl: „Unter Gottes und unserem Schutze gedeihe” (Pod Boží a naší ochranou vzkvétej). Druhá strana medaile zobrazovala ve svém středu reliéf moravské orlice s nápisem: „Der mähr. Jagd- und Vogelschutzverein”. Medaile byla zavěšena na trojcípé hedvábné zelené rýhované stuze, připnuté ke stříbrném špendlíku ve tvaru dvou kančích per (Saufedern) spojených žaludy a dubovými listy. Ve stříbrném provedení stál znak 3 zl. 80 kr., v bronzovém 1 zl. 60 kr.; stříbrný špendlík se stužkou 40 kr. V roce 1886 čítal spolek 141 zakládajících, 274 činných, 250 přispívajících, 4 dopisující, celkem 669 členů po celé zemi.

#### Začlenění kynologie do spolkových stanov
Další podstatná změna proběhla na valné hromadě v neděli 27. února 1887, na které se projednávaly nové stanovy a změna názvu na «Mährischer Jagdschutzverein», přičemž bylo konstatováno, že hlavním cílem a účelem spolku bude nadále ochrana lovné zvěře, ochrana ptactva a chov plemenných psů (Jagd-, Vogelschutz- und Hundezucht) na Moravě. Hlavní výbor spolku byl proto rozdělen do čtyř sekcí: lovecké, kynologické, na ochranu ptactva a právní (Jagd-Section kynologische Section, Vogelschut-Section und Rechts-Section), přičemž proběhla doplňující volba do spolkového výboru: do předsednictva byl zvolen předseda Edmund Bochner šl. von Stražisko, 1. místopředseda Dr. Victor rytíř von Bauer (celé jméno Victor Moritz Peter Maria Ritter von Bauer), 2. místopředseda Dr. Karl svobodný pán von Offermann.
Za členy výboru: Karl Adler (Forstmeister / polesný); Eduard Böhm senior (Kaufmann / obchodník); Wladimir Budiner (Verwalter / správce); Johann Homma (k. k. Forstinspections-Commissär / c. k. lesní inspekční komisař u místodržitelství v Brně); Franz Jahn (Hausbesitzer / majitel domu); Joseph Klär (Geschäftsleiter / jednatel společnosti); Alfred svobodný pán von Klein; Libor Klein (Privatier / soukromník); Peter Oswald (k. k. Ober-Postcontrolor / c. k. vedoucí poštovní kontrolor); Heinrich Pelikan (Fabriksbeamter / tovární úředník); Dr. Hermann svobodný pán von Pillersdorf (k. k. Bezirkshauptmann und Gutsbesitzer auf Neplachowitz und Johannesfeld / c. k. okresní hejtman a majitel velkostatku Neplachovice a Zadky); Johann Rentel (Oberlehrer / nadučitel v Brně); Gustav Starha (k. k. Finanz-Directions-Beamter / c. k. úředník na ředitelství finanční správy); bankéř Alexander Suchanek šlechtic von Hassenau (junior) z Brna; Max Wagner (Director / ředitel); náhradníci: Georg Gürtler (Waffenhändler / obchodník se zbraněmi); Hermann Heller (Chefredacteur / hlavní redaktor novin „Mährisch-schlesischer Correspondent”); Franz Kusy (Fabrikant / továrník); Hugo Möse šlechtic von Nollendorf und Jenstein (Oeconom / ekonom); Joseph Stwrtniczek (Lehrer / učitel) a Joseph Widin (k. k. Finanzbeamter / c. k. finanční úředník). Revizory: Leopold Hussak (Uhrmacher und Juwelier / hodinář a zlatník), Carl Wolf (Privatbeamter / privátní úředník).

#### Přední spolkoví představitelé
Prvním protektorem se stalo Jeho Veličenstvo baron Karl Korb von Weidenheim (c. k. místodržící Moravy), který již v prvním spolkovém roce zemřel, druhým protektorem bylo jmenováno Jeho Veličenstvo hrabě Vladimír I. hrabě Mitrovský z Mitrovic a Nemyšle, jež zemřel 6. dubna 1899, třetím protektorem kníže Johann II. von und zu Liechtenstein. Prvním spolkovým předsedou byl zvolen Joseph Kloth (majitel domu v Brně), který v roce 1883 ze zdravotních důvodů odstoupil, až do roku 1894 působil na předsednickém postu brněnský textilní fabrikant a cukrovarník Edmund Bochner von Stražisko senior; po něm se funkce předsedy postupně ujali hrabě August Fries von Friesenberg, Franz Klein von Wiesenberg, Alexander Suchanek šlechtic von Hassenau junior a Viktor Suchanek von Hassenau, oba z renomovaného bankovního domu „Suchanek” v Brně. Ve funkci místopředsedy se vystřídali: Peter Oswald, po úpravě stanov Victor rytíř v. Bauer (I. místopředseda) a brněnský textilní podnikatel a továrník Dr. Karl svobodný pán von Offermann (II. místopředseda) a po něm brněnský bankéř Alexander Suchanek šlechtic von Hassenau junior (II. místopředseda). V roce 30. výročí založení spolku (r. 1921), stál v čele spolku JUDr. Richard Baratta-Dragono z Budišova a jeho zástupce Alfred Leonhardt, majitel brněnské firmy obchodující s barvami v Brně (zástupce firmy Anilinfarben- und Chemikalien-Handelsgesellschaft m.b.H.)

### Steiermärkischer Jagdschutzverein (1882)
Ke konstituci zemského štýrského spolku «Steiermärkischer Jagdschutzverein» se sídlem ve Štýrském Hradci (Graz)) došlo 25. března 1882. Spolek si jako hlavní úkoly stanovil potírání pytláctví a sociální péči o pozůstalé rodiny ve službě zahynulého mysliveckého personálu. Předsedou spolku byl jednohlasně zvolen hrabě Franz von Meran (* 11. březen 1839 Wien; † 27. březen 1891 Opatija), místopředsedou hrabě Adalbert Kottulinsky von Kottulin (* 5. června 1847 Graz; † 20. listopadu 1904 Neudau, Štýrsko). Patronát nad spolkem převzalo Jeho Veličenstvo korunní princ Rudolf. Členskou základna čítala 440 členů. V roce 1885 uspořádal spolek pod vedením Carla Peintingera z Brucku n. M. první výstavu psů a v roce 1888 založil vlastní sekci pro chov loveckých psů. Valných hromad se účastnilo 40 delegátů z 65 štýrských soudních okresů. Na 10. výroční valné hromadě 25. března 1892 byl předsedou zvolen hrabě Johann Stephan von Meran (1867–1947), syn zesnulého hraběte Franze v. Meran, I. místopředseda Josef rytíř von Franck, II. místopředseda Otto Pölzl, dále baron Georg Washington, Ernst Steirer a Josef Piesinger. Hrabě Johann von Meran zastával předsednictví celých 45 let.

### Jagd- und Fischereischutzverein für Oberschlesien / Spolek na ochranu honby a rybolovu pro Horní Slezsko (1885)
V roce 1885 se v Těšíně (Teschen) konstituoval Jagd- und Fischerei-Schutzverein für Oberschlesien (Spolek na ochranu honby a rybolovu pro Horní Slezsko), jehož těžiště spočívalo v umělém pěstování ryb a opětovném osídlování řek a potoků, v poskytování šlechtitelských zařízení pro chov rybích násad. Spolkovou historii započal psát „Klub der Land- und Forstwirte in Teschen” (Klub zemědělců a lesníků v Těšíně), který inicioval založení spolku na ochranu honby a rybolovu a který také nově založenému ústředí předal veškeré své jmění. Dne 7. března 1885 se konala zakládající valná hromada za účasti 82 přátel honby a rybolovu. Předsedou spolku byl zvolen Karl Strzemcha, lesmistr v revíru arcivévody Bedřicha Rakousko-Těšínského, jeho zástupcem Rudolf Russ, zapisovatelem lesní inženýr Kajetan Ladenbauer (1855–1924), lesmistr v revíru arcivévody Bedřicha, pokladníkem adjunkt Oskar šlechtic von Mattanovich a dalších 13 členů výboru. Ústřední spolek byl rozdělen do 4 sekcí: právní sekce, sekce pro lov zvěře, sekce pro rybolov a sekce korespondenční.
V prvním roce se spolek věnoval rozšiřování členské základny, navazoval kontakty s okolními městy, sousedními spolky a zvětšoval svůj spolkový fond. Na konci roku se mohl pochlubit 336 členy v okresech Těšína (Teschen), Fryštátu (Freistadt), Bílska (Bielitz), Skočova (Skotschau), Frýdku (Friedek), Jablunkova (Jablunkau) a Ostravy (Ostrau). Východo-slezské řeky byly osazeny 155 000 rybími násadami. V dalších letech se věnoval osvětové práci, kdy oslovoval majitele a nájemce honiteb v otázce ochrany lovné zvěře a hubení dravců. Pro každý okres byli jmenováni stálí zpravodajové, kteří informovali o všech významných událostech v oblasti lovu a rybolovu. Obzvláště záslužné činy v oblasti myslivosti a ochrany rybolovu byly odměňovány nemalou finanční částkou. Na horním toku řeky Olše a postranních přítocích vybudoval umělé rybí sádky, které zajišťovaly mladé ryby pro vodstvo východního Slezska.
Dne 26. května 1889 spolek uspořádal v Těšíně svou první výstavu psů, která ukázala, že se v zemi používají téměř podřadná psí plemena. Již druhá výstava psů, která se konala v Těšíně 12. července 1891, znamenala v oblasti chovu ušlechtilých loveckých psů docela příjemný pokrok. K významným počinům v oblasti rybolovu bylo zřizování domácích sádek a v roce 1894 zavedení vzdělávacích rybářských kurzů při rolnické škole v Chotěbuzi, které vedl Eduard August Schroeder. V roce 1895 se členové spolku podíleli na výstavě loveckých trofejí v Opavě (Troppau), kde spolek obdržel čestný diplom. I když v roce 1898 musel kvůli obtížnému získávání dotací zastavit finanční podporu pro zakládání domácích rybníků, přesto se mu podařilo mnohá neúrodná místa, které před tím ležela ladem, přeměnit ve výnosné rybníky. V roce 1900 odešel vrchní lesní rada Karl Strzemcha do penze a novým předsedou byl zvolen vrchní lesní rada Ing. Wilhelm Nikodem, který spolek vedl až do roku 1926.
Přelom století přinesl řadu těžkostí. Úroveň členstva klesala, množily se stížnosti, honitby přecházely do nepovolaných rukou a zvěř byla nemilosrdně vybíjena. Pouze v oblasti chovu plemenných psů mohl spolek zaznamenat úspěchy, na čemž nesl zásluhu nadlesní Anton Praunshofer z Třince (Tyra). Rybářské kurzy musely být pro nedostatek financí zrušeny. Potoky zasažené račím morem se podařilo osadit raky ze Švédska. Vzhledem k tomu, že do náplně spolkové činnosti patřila i osvěta pro ochranu zvěře, zakoupil spolek v roce 1901 od německého Učitelského spolku na ochranu zvěře (Lehrertierschutzverein) z Berlína 900 ochranářských příruček a 110 kalendářů pro ochranu zvěře, kterými k Vánocům obdaroval žáky národních a občanských škol. Z dotace zemského sněmu zakoupil 120 kapřích násad, které poskytl zdarma drobným zemědělcům. V roce 1901 si nechal spolek v Německu, Rakousku a Uhersku patentovat zařízení k odchytu škodné a dravé zvěře, které však bylo zcela neškodné pro lidi a domácí zvířata. V Německu byl vynález patentován 7. dubna 1901 (č. 128.898), v Rakousku 31. prosince 1901 (č. 5444-01).
V roce 1907 se lovecká sekce účastnila lovecké a trofejové výstavy v Opavě. V roce 1908 se obnovil hospodářský a rybniční správce Franz Bubenik (Larisch-Mönnichschen Ökonomie- und Teichverwalter) rybářské vzdělávací kurzy a to v rolnické škole v Chotěbuzi (Kotzobendz), které se zde konaly až do roku 1920. V následujícím roce byly v Dschingelau (Děhylov, Dzięgielów) a Hrádku (Grudek) postaveny pstruhové sádky a ve Visle (Weichsel) rekonstruovány. Spolková žádost k zemskému sněmu o prodloužení hájení tetřevů a tetřívků byla rozhodnuta kladně. V předválečných letech se vysazovaly do potoků lososovité ryby, bohužel v létě roku 1911 všechny potoky vyschly a co vydrželo, se stalo snadnou kořistí pytláků. Ve válečných letech spolková práce téměř ustala a skrze poválečné rozdělení východoslezského území v roce 1921 byla oblast působnosti velmi omezená. Velká lovecké oblasti bývalé Těšínské komory a panství Frýdek byly zestátněny a rybářské oblasti Visla (na řece Visla) a Brenná (na přítoku Visly Brennitza/Brennice) ležely v Polsku.

### Spolek pro ochranu honby a chov psů v království Českém (1887)
Roku 1887 byl založen Spolek pro ochranu honby a zvěře v království Českém / Jagd- und Wildschutzverein im Königreiche Böhmen se sídlem v Praze. Spolek vydával pro své členy zdarma dva odborné časopisy: v českém jazyce „Lověnu“ a v německém jazyce „Waidwerk“, vycházející v deseti číslech ročně, redakce a administrace se nacházela ve Žďáru u Polné. V roce 1895 konal v místnostech Ústřední hospodářské společnosti mimořádnou valnou schůzi, kterou zahájil předseda princ dr. Bedřich Schwarzenberg. Na návrh výboru byla schválena změna stanov za účelem sloučení se Spolkem pro chov a cvičení psů v království Českém / Verein für Hundezucht und Dressur im Königreiche Böhmen, založeným v roce 1888 taktéž se sídlem v Praze. Valná schůze se usnesla na novém názvu: «Spolek pro ochranu honby a chov psů v království Českém» a předseda spolku hrabě Karel Buquoy-Longueval byl zvolen jeho čestným členem.
Spolek pro ochranu honby a zvěře v království Českém konati bude 20. května 1895 o 2. hodině odpolední v místnostech Ústřední hospodářské společnosti v Praze, Vodičkova ulice číslo 38, mimořádnou valnou hromadu. Na programu nachází se mimo jiné: „Návrh výboru na změnu stanov, zvláště se zřetelem na sloučení Spolku pro chov a cvičení psů sе Spolkem pro ochranu honby a zvěře v království Českém“. Vzhledem k tomuto důležitému odstavci jest hojné účastenství členstva žádoucno.
Národní politika, 2.5.1895
Do nového výboru byli zvoleni: předseda kníže dr. Bedřich Schwarzenberg, místopředsedové Karel Hrubý, ústřední pokladník zemědělské rady a MUDr. Josef Šnejdárek, jednatelé dr. Antonín Holubovský, advokát v Praze a Josef Midloch, nadlesní v Praze, pokladník Vil. Bečvář, soukromník v Praze a členové výboru byli C. Adler, nadlesní, Jindřich Zífka, majitel hotelu, Em. Hartmann, statkář v Zdibsku, Ant. Hamann, nadlesní v Týništi, princ Arnošt F. Hohenlohe-Schillingsfürst v Poděbradech, Karel Holfeld, nadlesní v Eichvaldu, Viktor Křen v Praze, Rud. Klöckner, lesní v Oseku, K. Mayer, nadlesní na Zbraslavi, V. Mastek, obchodník s dřívím v Praze, Frt. Mikulejský, technolog v Praze, hrabě Karel Ervin Nostic, baron Bruch, c. k. poručík, Dom. Riedl v Praze, hrabě Jan Schönborn v Příchovicích, Karel Stäger, lesní v Poděbradech, dr. Jan Veltrubský z Veltrub v Praze (od r. 1903 starosta Loun), Karel Stüdl, vrchní úředník české spořitelny, Ant. Sündermann, nadlesní v Dolních Břežanech, Jiří Wachtel, poručík, Karel Weinert, majitel usedlosti v Praze a Josef Pulchart, poštmistr v Peruci.

### Deutsche Jagdschutzverein für Böhmen / Německý spolek na ochranu honby v Čechách (1888)
V Českém království vznikl vedle již existujícího spolku v Ústí nad Labem v roce 1878 v Karlových Varech spolek na ochranu ptactva «„Hubertus”, Vogelschutzverein», který v roce 1888 zapojil do své činnosti též ochranu honby, rozšířil své působení po severozápadu Čech a přejmenoval se na „Hubertus”, Jagd- und Vogelschutzverein für das nordwestliche Böhmen / „Hubertus”, spolek honební a na ochranu ptactva pro severozápadní Čechy se sídlem v Karlových Varech. Patronát nad spolkem převzal MUDr. Gallus rytíř von Hochberger (* 1803; † 1901) z Karlových Varů. Dne 26. října 1907 se konala v Žluticích (Luditz) u Karlových Varů (r. 1901 Klub der Jäger und Jagdfreunde für den politischen Bezirk Luditz) valná hromada, z které po fúzi vzešel «Deutsche Jagdschutzverein für Böhmen / Německý spolek na ochranu honby» se sídlem v Teplicích, sdružující ve 27. okresech kolem 1 320 členů, v roce 1915 pak na 3 000 členů, čímž se stal největším německým spolkem v Rakousku. Celospolkovým předsedou byl zvolen c.k. okresní hejtman rytíř Friedrich von Müller, jeho zástupcem přírodovědec a ornitolog Dr. Hanns Kadich von Pferd († 1909 v Hamburku po návratu z lovecké expedice na Aljašku). V roce 1908 se v Trnovanech (Turn) konstituovala jeho první sekce „Erster deutscher Jagdklub von Turn” s předsedou stavitelem A. Fücklem. V letech 1902–1918 vydával ilustrovaný časopis „Deutsche Jagdzeitung für Böhmen” (s podtitulem Illustrierte Zeitschrift für Jagd, Fischerei, jagdliches Schiessen, Zucht und Führung von Jagdhunden), od prosince 1919 vycházel jako měsíčník pod názvem „Deutsche Jagdzeitung für den tschechoslowakischen Staat”. Dále vydával „Mitteilungen des Deutschen Jagdschutzvereines für Böhmen”.
- 1890 «Krain-küstenländische Forstverein» (Laibach)[117]

### Jagdschutzverein für Westschlesien / Spolek na ochranu honby pro Západní Slezsko (1891)
Po schválení stanov spolku «Jagdschutzverein für Westschlesien » (Spolek na ochranu honby pro Západní Slezsko) se sídlem v Opavě v roce 1891, uspořádal spolek v opavském hostinci Franze Adama 12. července 1892 zakládající valnou hromadu. Předsedou spolku byl zvolen hrabě Camillo Rasumovsky von Wigstein (1852–1917), patronát nad spolkem převzal protektor arcivévoda Arnošt Habsbursko-Lotrinský (1824–1899), tiskovým orgánem se stal list „Mährisch.-schlesisches Jagdblatt”, který redigoval Viktor Emanuel Heeger v Bruntále (od r. 1893 také tiskovým orgánem moravského spolku Mähr. Jagdschutzverein v Brně, od r. 1894 vycházel list pod názvem „Illustriertes österreichisches Jagdblatt”). V prvním roce tvořilo členskou základnu kolem 231 členů. V roce 1892 ohlásil členství v rakouském kynologickém spolku „Österreichischer Hundezuchtverein”.
Rok 1897 se stal pro spolek doslova kritickým, 28. srpna 1897 nečekaně zemřel předseda spolku doktor práv Emil Scherz, ze stavu 312 členů na začátku roku 1897/98 8 zemřelo a 26 vystoupilo, takže evidovaný počet členů na valné hromadě v červnu 1898 činil 302 členů. Novým protektorem byl zvolen slezský zemský hejtman Jindřich Larisch-Mönnich, novým předsedou továrník šl. Heinrich Keil von Eichenthurn (Kabelfabriks- und Drahtindustrie-Aktiengesellschaft, Gewerke Tlach & Keil, in Troppau), místopředsedou lesní mistr Karl Böhm († 1918). Spolek potvrdil členství i v několika dalších spolcích (Naturwissenschaftlicher Verein Troppau, Jagd- und Fischereischutzvereine für Ostschlesien, Verein für Güterbeamte, Kurzhaarclub Wien, Erdhundclub Graz). „Jagdschutzverein für Westschlesien” působil i v novém Československu. V roce 1933 se připojil k německému svazu „Verband deutscher Jagdschutz- und Hundezuchtvereine im Tschechoslowakischen Staate” se sídlem v Brně.

### Jagdschutzverein für Kärnten (1896)
První impuls k ustanovení korutanského spolku na ochranu honby padl na lesnické konferenci pod patronátem lesnického spolku „Kärntnerischer Forstverein” ve Villachu ve dnech 8.-10. září 1876. Jako III. bod programu se projednával návrh zavedení zákona na ochranu honby (Wildschongesetz) a konstituce korutanského loveckého spolku. Hlasovalo se pro dva návrhy: 1. zda by měl být korutanský spolek na ochranu honby založen jako sekce tyrolského spolku „Tirolischer Jagd- und Vogelschutz-Verein” nebo 2. zda by měl „Kärntnerischer Forstverein” založit vlastní spolek (Jagdschutzverein), přičemž delegáti volili jednohlasně bod č. 2. Následně bylo přikročeno k tvorbě zakládajícího výboru, který by připravil spolkové stanovy. Vybráni byli: lesní inspektor Pögl, lesmistr Josef Strammer, lesní správce Julius Kanitsch, lesní správce Georg Storf a lesmistr Alois Zimek.
Ke vzniku samostatného zemského spolku došlo až z iniciativy aktivního korutanského politika barona Leopolda von Aichelburg-Labia (od r. 1909 korutanským hejtmanem) a to 26. ledna 1896 u příležitosti projednávání korutanského loveckého zákona v zemském sněmu v Klagenfurtu. V rámci jednání byl uspořádán také myslivecký sjezd (Jägertag), na kterém bylo jednohlasně rozhodnuto o jeho založení. Stanovy spolku „Jagdschutzverein für Kärnten” schválilo místodržitelství 18. března 1896. Patronát nad spolkem převzal arcivévoda František Ferdinand d'Este.
Spolek si předsevzal: 1. podporovat stávající právní předpisy týkající se lovu a ochrany ptáků a usilovat o jejich zlepšení; 2. vzájemně podporovat majitele honiteb při provádění loveckého zákona skrze zavedení lovecké policie a hájení zvěře; 3. usilovat zákonným způsobem o potlačení a potrestání pytláctví a obdobných přestupků zákona na ochranu honby a volně žijícího ptactva; 4. zvyšování stavu honitby skrze odměňování osob, které se výrazně zasloužily o ochranu honby a ptactva, které výrazně podporovaly dodržování spolkových cílů, či odměňování takových osob, které označily pytláka, zloděje nebo prodejce ukradené a zabité zvěře v době hájení tak, že to vedlo k jeho potrestání; 5. podporovat myslivecký personál, jež byl během výkonu služby zraněn pytláky, jakož i podporovat vdovy a sirotky po mysliveckém personálu, který byl během své služby zabit, připravit návrh na zavedení úrazového a starobního pojištění pro profesionální myslivce; 6. zavádět takové pomůcky a zařízení na podporu honitby, které by zlepšovaly její provádění, myslivecké podmínky a ochranu zvěře a ptactva, dále pak i chov čistokrevných loveckých psů, vydávat a distribuovat spolkové publikace a brožury, vydávat spolkové vyhlášky a pořádat výstavy, přednášky, společná setkání a schůze. Samotná zakládací schůze proběhla 12. dubna 1896 v Klagenfurtu v hostinci „Grömmer”.

### Jagdschutzverein für das Herzogtum Bukowina (1887/1909)
Zakládající valná hromada spolku «Jagdschutzverein für das Herzogtum Bukowina» pod patronátem c. k. zemského prezidenta barona Felixe Pina z Friedenthalu se konala 25. září 1887 v radničním sále v Černovicích. Valnou hromadu zahájil předseda zakládacího výboru lesní rada Johann Pitschak. Do spolku vstoupilo 61 členů. Do výboru byli zvoleni: předsedou nejvyšší lesní rada Julius Krutter, místopředsedou okresní komisař Ludwig Stokera, členové baron Nikolaus Mustatza ze Sadagóra (* 1839 – † 1904), major Leopold Mastny, advokát Dr. Johann Dornbaum, velkostatkář Stephan von Mikuli, majitel továrny na výrobu strojů Müller, Robert Prokopowicz a vrchní inženýři Heinrich a Mayer.
Vzhledem k tomu, že staré spolkové stanovy nevyhovovaly současným spolkovým účelům, rozhodl se reaktivovaný spolek «Jagdschutzverein für das Herzogtum Bukowina» (Spolek na ochranu honby pro Vévodství Bukovina) se sídlem v Černovicích provést změnu stanov, jejichž schválení obdržel 21. září 1909. Na základě spolkového zákona svolal předseda spolku rytíř Heinrich von Mikuli na 7. prosince 1909 do hotelu „Central” novou zakládající valnou hromadu. Předsedou spolku byl opět zvolen c. a k. zemský vládní rada Heinrich von Mikuli, místopředsedou dvorní rada a lesní ředitel velkostatku Arthur Krahl, patronát nad spolkem převzal c. a k. zemský prezident Dr. Rudolf hrabě von Meran. Na žádost členů se spolkový výbor v létě roku 1911 rozhodl pořádat za účelem lepšího pěstování pospolitosti každé první pondělí v měsíci v zahradě rumunského Národního domu od devíti večer společná setkání. Na valné hromadě 9. prosince 1912 došlo k nové doplňující volbě, jelikož čestný předseda dvorní rada Josef rytíř von Ullmann a místopředseda dvorní rada a lesní ředitel velkostatku Arthur Krahl se vzdali mandátu. Aklamací byli zvoleni: čestným předsedou dvorní rada a ředitel velkostatku Eugen Guzman a čestným členem dvorní rada Arthur Krahl, do spolkového předsednictva nadlesní Johann Heger a sekretářem Guido Lindes.
Na valné hromadě 14. dubna 1913 proběhla nová volba, do výboru byli zvoleni: 1. Heinrich Ritter von Mikuli, c. k. zemský vládní rada mimo službu z Černovic, 2. Johann Heger, c. k. vrchní lesní rada z Černovic, 3. Rudolf Strohal, c. k. vrchní lesní rada z Černovic, 4. Guido Lindes, c. k. sekretář z Černovic, 5. Josef Mayer, vrchní správce z Černovic, 6. Dr. Nikolaus Turcan, c. k. zemský soudní rada z Černovic, 7. Christof Kosinski, c. k. stavební rada z Černovic, 8. Anton Gerzhofer, c. k. kejtman z Černovic, 9. Johann Ditz, c. k. finanční rada z Černovic, 10. Anton von Lukasiewicz, velkostatkář ve vsi Horoschoutz (ukr. Horoschiwzi). 11. Dr. Radu rytíř von Grigorcea, velkostatkář ve vsi Presekareny, 12. Michael Romaszkan, c. k. okresní hejtman ve Waszkoutz, 13. Franz Bittner, c. k. lesmistr v Požoritta, 14. Hilarion Kozak, c. k. lesní rada z Černovic. Náhradníci: 15. Stanislaus Szydlowski, úředník ze Zuczky, 16. c. k. rytmistr von Birti z Černovic, 17. Apostolo Luczeskul, c. k. lesní rada ze Zuczky, 18. Ladislaus von Draczynski, lesní správce z Berhometh (Berehomet, panství rodu Wassilko von Serecki), 19. Wladimir Danczul, c. k. právník ze Stanestie, 20. Josef Hary, c. k. lesní a hospodářský správce v Černovicích.

## Jubilejní zemská výstava v Praze - lovecká expozice (1891)
Součástí Jubilejní zemské výstavy v Praze roku 1891 byl též lovecký pavilon, jehož expozice byla rozčleněna do sedmi oblastí: I. tvořily historické zbraně a náčiní, II. bohatá sbírka parohů a parůžků, III. oblast tvořila vycpaná zvěř (bohatší sbírky se pak nalézaly v pavilonech velkostatkářů, zejména v pavilonu knížete Jos. Ad. ze Schwarzenbergu), oblast IV. zahrnovala lovecké modely a obrazy (modely obor, záskoků, zásypů, klecí na psy, lovecké stany a chýše, vysoká sezení a záštity pro lovce, síťová nosidla na vysokou zvěř, sklopce na škodnou, dopravné koše na zastřelenou zvěř, obrazy krojů poděbradských lesních zřízenců před sto lety, obrazy štvanic na jeleny v pavilonu hraběte Frant. Thuna, starých loveckých rytin v pavilonu hraběte Karla Buquoye), skupina V. zahrnovala loveckou literaturu a naučné myslivecké listy z 17. a 18. století, ve skupině VI. se nacházela sbírka zbraní a náčiní a v poslední VII. skupině moderní lovecké zbraně a náčiní.

## Zařazení chovu plemenných psů pod lovecké spolky
Zatímco v Anglii, Francii a v Německu získávala kynologie stále větší oblast zájemců, sdružujících se v odborných spolcích, zůstával chov plemenných psů v Rakousku (resp. v Čechách a na Moravě) až do 80. let 19. století zcela bez zájmu. Chovem německých krátkosrstých ohařů se v Německu zabývalo mnoho odborných klubů a spolků, sdružených do ústředních svazů. První kynologický spolek v Rakousku «Der österreichische Hundezuchtverein» (Rakouský spolek pro chov psů) byl založen v roce 1883. V roce 1884 zavedl „Rakouskou knihu plemennou” (Österr. Hundestammbuch) s 55 plemeny, z nichž bylo 35 loveckých. V roce 1892 přibyl «Österreichischer Kurzhaarklub» (Rakouský klub pro německé krátkosrsté ohaře), v jehož čele stál Alfred svobodný pán Vražda z Kunvaldu na Polici (1855–1948), a roku 1894 «Österreich-Ungarische Erdhund Klub» (Rakousko-uherský klub pro norníky) v čele s rytířem Josefem von Franck ze Štýrského Hradce, který se specializoval na prastaré korutanské plemeno Brendlův brakýř (též Rakouský hladkosrstý brakýř, německy Brandlbracke).
Oesterreichischer Kurzhaar-Klub / Rakouský klub pro německé krátkosrsté ohaře, který si dosud vydobyl zásluhy v chovu, šlechtění a výcviku německých ohařů krátkosrstých, uspořádal 3. září 1893 v lesíku Sternwald (Háj) u Moravských Budějovic nově výstavu psů, která byla výborně obeslána. Ředitelem výstavy byl Alfred svobodný pán Vražda z Police (Pullitz) a Friedrich Zimmermann z Nymburka (Nimburg). Soutěže v hledání (Kurzhaar-Derby), která se konala 4. září v revíru hraběte Arnošta von Wallis (panství Budíškovice a Moravské Budějovice), se účastnilo 18 psů a polního 5 psů. 
Welt Blatt, 21. září 1893

Kynologii se začaly věnovat také spolky pro ochranu honby, např. r. 1887 Mährischer Jagd- und Vogelschutzverein / Moravský spolek na ochranu honby a ptactva se po zavedení kynologie přejmenoval na Mährischer Jagdschutzverein / Moravský spolek pro ochranu honby v Brně, dále pak «Spolek pro chov a cvik psů v království Českém v Praze» (r. 1884), «„Skt. Hubertus” Deutsch Kurzhaar-Verein» / „Sv. Hubert” německý spolek pro německé krátkosrsté ohaře se sídlem v Žatci (později se sídlem Chomutově, od r. 1923 přejmenovaný na «„St. Hubertus” Allgemeiner Jagdschutz- und Hundezucht-Verband» se sídlem v Litoměřicích; od r. 1931 «Verband Sudetendeutscher Jäger „St. Hubertus“» se sídlem v Liberci). Ten se řídil zásadami německých spolků (plemennou knihou »Deutsch Kurzhaar«), mnoho v ní zanesených psů se k chovu užívalo i v Čechách a na Moravě. V roce 1899 se konala ustavující schůze českého «Zemského spolku pěstitelů ušlechtilých psů» v Praze.

### Zemský spolek pěstitelů ušlechtilých psů v Praze (1899)
Ustavující valná hromada Zemského spolku pěstitelů ušlechtilých psů v Praze se konala v neděli dne 15. října 1899 o 10. hod. dop. ve dvoraně restauraci „U Choděry” ve Ferdinandově třídě v Praze. Dopoledne o 9. hod. se konala v téže místnosti předběžná schůze členů zakládajícího výboru. Program ustavující valné hromady obsahoval body: 1. Sdělení o přípravě k založení Zemského spolku pěstitelů ušlechtilých psů v Praze a ke zřízení knihy rodokmenů psů Zemského spolku. 2. Návrh na pořádání velké mezinárodní výstavy psů v květnu 1900 na výstavišti v Král. Oboře v Praze za součinnosti domácích i zahraničních kynologických korporací. 3. Vydání kynologické knihy o plemenných známkách všech ušlechtilých druhů psů se vzorným českým kynologickým názvoslovím. 4. Volba 16 členů předsednictva spolku.
Hlavní činností Zemského spolku pěstitelů ušlechtilých psů v Praze měl být podnět „k povznesení české kynologie ku hmotnému i mravnímu prospěchu všech milovníků a pěstitelů psů v král. českém, abychom ani v tomto směru dále nezůstávali pozadu za pokročilými kruhy kynologů jiných zemí i národů”. Přihlášky o členství se zasílaly na adresu: Zemský spolek pěstitelů ušlechtilých psů v Praze, villa «Svět zvířat» Praha, nad Klamovkou. Ku přihlášce možno současně již přiložiti obnos 2 zl. 50 kr. (pro lesnický personál 1 zl.), jakožto Členský příspěvek pro první správní období činil 2 zl. 50 kr. (pro lesnický personál 1 zl.) Protektorem spolku byl jmenován JUDr. Bedřich ze Schwarzenbergu.
Všichni milovníci psů v království Českém vyzývají se ve vlastním jejich zájmu, aby neodkladně přistoupili k ústřední organisaci všech přátel psů, ku korporaci „Zemský spolek pěstitelů ušlechtilých psů v Praze“ a do 20. t. m. zaslali členské příspěvky za rok 1900 na adresu „Zemský spolek pěstitelů ušlechtilých psů v Praze“ nad „Klamovkou“. Celoroční členský příspěvek na letošní rok činí 5 zlatých, pro lesnický personál bez rozdílu pouze 2 zlaté r. č. Legitimace členské rozesílají se obratem poštou. Zemský spolek uspořádá letos velkolepou I. mezinárodní výstavu psů v Praze v Král. Oboře ve dnech svatojanských, přikročí ku zřízení přechovávací a pozorovací stanice pro psy v Praze a hned na výstavě též k vedení zemské, plemenné knihy a rodokmenové knihy ušlechtilých psů, kteréž veškeré instituce budou všemu členstvu k velkému užitku a prospěchu. Za předsedu zemského spolku zvolen byl valnou hromadou hr. Art. Aichelburg v Neustupově; Hugo hrabě von Attems v Praze a hr. Zdeněk Waldstein v Odstředku zvoleni do předsednictva. Místopředsedou jest chefredaktor „Světa zvířat“ pan Václav Fuchs v Praze nad „Klamovkou“, pokladníkem ředitel p. Čeněk Amerling v Praze na Hradčanech, jednatelem obchodník pan Antonín Dítě v Praze na Malé Straně a tajemníkem redaktor pan JUC. Karel L. Kukla v Praze. Plenární schůze předsednictva s důležitým programem koná se v neděli dne 21. t. m. o 2. hod. odpolední v dolejším sále restaurace na „Klamovce.“
Národní politika, 13.1.1900
V roce 1910 zahájil svoji činnost «Český kynologický klub „Hubert“ pro pěstění ušlechtilých loveckých psů všech odrůd» se sídlem v Praze (od r. 1918 pod názvem «Československý klub pro myslivost a kynologii») a roku 1912 moravský «Spolek pro ochranu honby a chov psů v markrabství moravském» se sídlem v Brně.

### Spolek pro ochranu honby a chov psů v markrabství moravském v Brně (1911)
Spolek pro ochranu honby a chov psů v markrabství moravském, jehož stanovy byly schváleny 23. července 1911, konal svou ustavující valnou hromadu 2. června 1912 v hotelu Slavia v Brně. Do spolku se přihlásilo šest zakládajících členů, 80 členů činných a celá řada členů přispívajících. Valnou hromadu zahájil jménem přípravného výboru dr. Peregrin Fiša, advokát v Brně. Po vykonání volby byl zvolen: předsedou dvorní rada dr. Rudolf Kubíček šl. z Miranova v Brně, I. náměstkem Jindřich Brabec, polesný z Nové Vsi u Pohořelic, II. náměstkem Jenko J. Havliš, starosta města Královo Pole. Do spolkového výboru byli zvoleni dr. Josef Baar, řídící úředník Pensijního ústavu v Brně, Alois Čech, pokladník Cyrillo-Methodějské záložny v Brně, Karel Čupr, revident Hypoteční banky v Brně, dr. Peregrin Fiša, advokát v Brně, Ph. Mg. Vladimír Grégr, lékárník v Husovicích, Eduard Kačírek, ředitel Moravsko-slezské banky v Brně, Karel Morávek, nadlesní v Král. Poli, František Odehnal, berní správce v Brně, Vilém Patzel, lesmistr ve výslužbě v Král. Poli, J. Primke, lesní inspektor ve výslužbě v Král. Poli, náhradníky: Jan Burget, soukr. jednatel z Brna, Jos. Freiberger, úředník Živnobanky v Brně, Mg. Ph. Karel Janovský, lékárník v Židenicích, Dominik Pavlíček, redaktor a spisovatel v Brně, revizory Jan Kachlík, starosta města Husovic, Josef Zeman, kontrolor Cyrillo-Methodějské záložny v Brně. Klubovní místností byla stanovena prozatím restaurace pana Brousila v Sokolském domě na Nové ulici v Brně. Zvolený výbor vykonal hned ustavující schůzi, při které byl zvolen jednatelem dr. Peregrin Fiša, pokladníkem Karel Čupr. V novém Československu nesl spolek název «Lovecký a kynologický spolek moravský v Brně» a stal se členem Československé myslivecké jednoty.

## První mezinárodní lovecká výstava ve Vídni (1910)
Myslivny a hájovny na lovecké výstavě. Z Vídně, dne 27. května. Generální sekretariát Prvé mezinárodní lovecké výstavy ve Vídni r. 1910 uveřejňuje tuto výzvu : Poněvadž 16. května provedeným ustavením se Prvé mezinárodní lovecké výstavy, která bude uspořádána pod protektorátem císaře r. 1910 ve Vídni, jest její uskutečnění po každém směru zabezpečeno, vydává tímto VIII. komité výstavní výzvu všem průmyslníkům a živnostníkům rakouským, aby při této soutěži, při které se zřetelem na mezinárodní ráz skýtá se zajisté nejlepší příležitost objeviti se na trhu se svými i výrobky, zúčastnili se v hojné míře přihlášek, že vystaví pevně stojící anebo rozkládací myslivny, hájovny a jich zařízení a aby takovým způsobem všemožně přispěli k nejlepšímu zdaru celku. Přihlášky buďtež adressovány, generálnímu komisařství první mezinárodní lovecké výstavy, Vídeň 1910, III. okres, Lothringerstrasse 16.
Venkov, 28.05.1909
První mezinárodní lovecká výstava ve Vídni (Erste internationale Jagdausstellung Wien 1910) poskytla během šesti měsíců od 7. května do 16. října 1910 prostor dvanácti státům, které na půdě vídeňského Prátru vystavovaly své exponáty. Protektorem lovecké výstavy bylo Jeho císařské a královské Veličenstvo císař František Josef I. Výstavní exponáty představila výstaviště ve čtyřech základních skupinách:
- Oddělení A: Lov a jeho provozování (historická část lovu, moderní lov a lovecké podniky),
- Oddělení B: Průmysl a obchod (zbraně, střelivo a optické přístroje, lovecké vybavení, výroba vozů, sedlářství a související řemesla. nákladní vozidla, automobily, motocykly, jízdní kola, motorové lodě, oděvní průmysl, provozy)
- Oddělení C: Umění a umělecká řemesla
- Oddělení D: Zemědělství a lesnictví

Na programu výstavy se mimo lovu a jeho provozování objevila celá řada doprovodných podniků jako výstavy koní, výstava králíků a drůbeže, výstava znamenitostí, výstava psů, závody loveckých trubačů-fanfaristů, závodní lety poštovních holubů do dálky atd. Každá ze zemí Rakouska-Uherska byla zastoupena Zemským výborem (předseda ZV pro Čechy Ernst hrabě Silva-Tarouca).
Francie se představila ve svém pavilonu od hlavního architekta pařížské vlády Guillauma Troncheta, který navrhl repliku loveckého zámečku La Muette z druhé poloviny 18. století z lesa St. Germain (Saint-Germain-en-Laye). Itálie se výstavy zúčastnila prostřednictvím odboru myslivosti a rybolovu ministerstva zemědělství, průmyslu a obchodu. Pavilon, navržený architektem Manfredem Manfredim za pomoci Antonia de Tomy, vycházel z renesančního paláce Casa della Bella Galiana ve Viterbu (Lazio). Norsko se zúčastnilo dvěma budovami, pavilonem ve stylu „selského baroka“ a loveckou chatou, které navrhl architekt Finn Knudsen. Švédsko nechalo svůj pavilon vystavět vlastními odborníky, dřevěný pavilon, zčásti krytý šindelem a na boku s věží, od architekta Cronstedt. V budově se nacházela také restaurace, v níž obsluhovaly ženy ve švédském kroji.
Pro Anglii okopíroval architekt Wright svůj vlastní dům v Cheshire v tudorovském stylu. Na výstavišti se nacházel také anglický lovecký zámeček, který postavil c. k. výrobce zahradního nábytku Sigmund Járay a neměl s oficiálním příspěvkem Anglie nic společného. Pro Německo vybral hlavní architekt německého oddělení lovecký zámeček ve stylu pozdního baroka, ve vedlejší budově se nacházela německá restaurace. Bavorsko se prezentovalo alpským selským statkem podle návrhu architekta a královského bavorského vládního rady Groeschela, v přístavbě provozovalo výčep mnichovského piva „Löwenbräu”.
Kanada, jako jediný americký zástupce, se výstavy zúčastnila prostřednictvím provinčních vlád Britské Kolumbie a Nového Brunšviku, jakož i prostřednictvím kanadské oceánské železnice. Jelikož rozhodnutí o účasti Kanady padlo příliš pozdě, převzal plánování kanadského pavilonu rakouský architekt Franz Tominschek. Perský pavilon připomínal palác v Isfahánu, jeho autory byli ale stavitel Josef Neubauer a Miklós Györgyfalvy. Pavilon Bosny a Hercegoviny byl postaven podle plánů architekta Knopfmachera ze stavebního oddělení bosenské vlády v Sarajevu a měl připomínat prestižní sídlo bosenských muslimů (připomínající dům „Biscevica Kuca” v Mostaru).
Maďarsko přikládalo své prezentaci obzvláštní význam. Pavilon ve stylu kamenného středověkého hradu měl poukázat na historické období, kdy Maďarsko hrálo ve světě významnou úlohu a stavba od budapešťského architekta Josefa Fischera měla podtrhnout úsilí o uherskou suverenitu. Rakouský pavilon «Reichshaus», který navrhl hlavní architekt výstavy Alexander Décsey, se naopak uchyloval k neutrálnímu stylu, jelikož byl místem pro expozici všech národů Předlitavska. Pět loveckých zámečků a chat (např. knížete Schwarzenberga, arcivévody Leopolda Salvátora, arcivévody Bedřicha a knížete Hohenlohe), sloužilo spíše osobní prezentaci. Replika císařského loveckého zámku Mürzsteg (Kaiserliches Jagdschloß Mürzsteg), která obsahovala i originál interiéru, byla považována za vrchol lovecké výstavy.
Český dobový tisk o první mezinárodní lovecké výstavě až na několik drobných zmínek v podstatě mlčel, například časopis „Lovecký obzor” za celý rok 1910 výstavu nezmínil. Agrární deník Venkov sice uvedl, že oficiální zastoupení českého „loveckého světa” chybělo a že se výstavy účastnil skromný počet jednotlivců, přesný důvod ale neuvedl a blíže neosvětlil. Další mezinárodní lovecká výstava se konala v roce 1930 v Lipsku (Die Erste Internationale Pelz- und Jagdausstellung in Leipzig 1930) a v roce 1937 v Berlíně (die Internationale Jagdausstellung Berlin 1937).

## Říšský lovecký svaz
První snahy o zřízení celoříšské organizace se objevily už v roce 1883, kdy Dolnorakouský spolek na ochranu honby a Hornorakouský spolek na ochranu honby a rybolovu započaly s přípravou prvního rakouského mysliveckého kongresu (Österreichischer Jagdschutz-Kongress). Ten se podařilo uspořádat a zahájit 19. května 1885. Své delegáty ke kongresu vyslaly: c. a k. ministerstvo orby (ministerského radu Dr. Leo Herze), Öberösterreichischer Jagd- und Fischereiverein (7 delegátů), Steiermärkischer Jagdschutzverein (4 delegáty), Jagd- und Fischerei-Schutzverein für den Innkreis (2 delegáty), Mährischer Jagd- und Vogelschutzverein (4 delegáty), Böhmischer Forstverein / Česká lesnická jednota (2 delegáty), Krain-Küstenländischer Forstverein (1 člena), Jagd- und Fischerei-Schutzverein v Solnohradě (8 delegátů), Tiroler Jagd- und Vogelschutzverein (2 delegáty), Allgemeiner ungarischer Landesjagdschutzverein (1 člena), Oberschlesischer Jagdschutzverein (1 člena) a Niederösterreichischer Jagdschutzverein (9 členů). Kongres zahajoval předseda Dolnorakouského spolku na ochranu honby hrabě Franz Colloredo-Mannsfeld. Hlavními body kongresu byly reforma loveckého zákonodárství a zřízení celoříšského odborného orgánu.
Dne 7. března 1909 došlo za předsednictví prezidenta dolnorakouského spolku pro ochranu lovu Dr. Heinricha svobodného pána von Haerdtl k ustanovení «Říšského loveckého svazu» (Reichsjagdverband), přičemž osm loveckých spolků z monarchie se stalo jeho zakládajícími členy. Předsedou říšského svazu byl zvolen říšský poslanec Dr. med. Karl svobodný pán von Chiari ze Šumperka, místopředsedou Dr. Heinrich svobodný pán von Haerdtl, dvorní advokát z Vídně. Říšský lovecký svaz sdružoval v roce 1910 kolem 40 spolků:
- Niederösterreichischer Jagdschutzverein (Wiener Jagdklub) / Dolnorakouský spolek na ochranu lovu
- Steiermärkischer Jagdschutzverein / Štýrský spolek na ochranu lovu
- Galizischer Jagdschutzverein / Haličský spolek na ochranu lovu
- Jagd- und Fischereischutzverein für Ostschlesien / Spolek na ochranu lovu a rybolovu pro Východní Slezsko
- Jagdschutzverein für Westschlesien / Spolek na ochranu lovu pro Západní Slezsko
- Jagdschutzverein für Kärnten / Spolek na ochranu lovu pro Korutany
- Mährischer Jagdschutzverein / Moravský spolek na ochranu lovu
- Tiroler Jagd- und Vogelschutzverein / Tyrolský spolek na ochranu lovu a ptactva
- Jagd- und Fischereischutzvernn für das Kronland Salzburg / Spolek na ochranu lovu a rybolovu pro korunní zemi Solnohrad
- Klub der Weidmänner in Wien / Klub lovců ve Vídni
- Jagdklub „Savoy” in Wien / Lovecký klub „Savoj” ve Vídni
- Wiener Jagdverein / Vídeňský lovecký spolek
- Jagdgesellschaft „Favoriten” in Wien / Lovecká společnost „Favoriten” ve Vídni
- Jagdschutzverein für Leitmeritz und Umgebung / Spolek na ochranu lovu pro Litoměřice a okolí (zal. 1908)[172]
- Jagdklub Oberhollabrunn / Lovecký klub Horní Hollabrunn
- Salzburger Jagdklub / Solnohradský lovecký klub
- Jagdklub „Diana” in Wien / Lovecký klub „Diana” ve Vídni
- Jägerklub „Hubertusbrüder" in Graz / Lovecký klub Bratrstvo sv. Huberta ve Štýrském Hradci
- Dornbacher Jägdklub in Wien / Lovecký klub Dornbach ve Vídni
- Oesterreichischer Forstmannsbund / Rakouský svaz lesníků
- Jagdschutzverein für das Herzogtum Bukowina / Spolek na ochranu lovu pro Bukovinské vévodství
- Hubertusbrüder in Wien / Bratrstvo sv. Huberta ve Vídni
- Deutsche Jägerrunde in Graz / Němečtí lovci ze Štýrského Hradce
- Jagdklub Hubertusrunde in Wien / Lovecký klub ve Vídni
- Klub der Jäger und Jagdfreunde in Wien / Klub lovců a přátel lovu ve Vídni
- Jagdgesellschaft „Botenwald” in Mähren / Lovecká společnost Butovice na Moravě
- Krainischer Jagdschutzverein / Kraňský spolek na ochranu lovu
- Oberösterreichischer Schutzverein für Jagd und Fischerei / Hornorakouský spolek na ochranu lovu a rybolovu
- Jagdgesellschaft Bielau in Schlesien / Lovecká společnost Bělá ve Slezsku
- Jagdgesellschaft Engelswald in Schlesien / Lovecká společnost Mošnov ve Slezsku
- Jagdgesellschaft Brosdorf in Schlesien / Lovecká společnost Bravantice ve Slezsku
- Jagdgesellschaft Partschendorf in Mähren / Lovecká společnost Bartošovice na Moravě
- Reichsverband österreichischer Forstleute und Berufsjäger / Říšský svaz rakouských lesníků a lovců z povolání
- Jagdklub „Hubertus” in Gmunden / Lovecký klub „Hubertus” ve Gmundenu
- Jagdgesellschaft Sedlnitz in Schlesien / Lovecká společnost Sedlnice ve Slezsku
- Jagdgesellschaft Groß-Olbersdorf in Schlesien / Lovecká společnost Velké Albrechtice ve Slezsku
- Jagdgesellschaft Stiebing in Mähren / Lovecká společnost Jistebník na Moravě
- Jagdgesellschaft Stauding in Mähren / Lovecká společnost Studénka na Moravě[173]

Říšský lovecký svaz si předsevzal rázně působit proti nesčetným a nemilosrdným nepřátelům lovu, šířit osvětu mezi skupinami obyvatelstva, které se zajímá o lov, zejména mezi venkovským obyvatelstvem, a to skrze smlouvy, letáky a novinové články o významu lovu, dále pak zajistit, aby loveckou agendu při ministerstvu spravovali lovu znalí referenti. Četné spory mezi členskými spolky, nedostatek financí a malá členská účast nakonec vedly v roce 1912 k jeho rozpuštění s tím, že bude zřízena jiná ústřední organizace, která by více odpovídala širším loveckým zájmům. S vypuknutím první světové války byly snahy o celoříšskou mysliveckou organizaci upozaděny. Po rozpadu monarchie došlo v Praze roku 1919 k ustanovení «Československého loveckého a kynologického říšského svazu».
Prosba k veřejnosti o darování dalekohledů a polních kukátek.
V dorozumění s c. a k. ministerstvem války vznášejí následující spolky: Rakouský honební spolek, Vídeňský spolek střelců, spolek „Zeleného kříže", Dolno-rakouský spolek pro ochranu honitby, ústřední výbor Rakouského spolku pro ochranu honitby a jednotlivé spojené spolky zemské pro ochranu honitby, na veškeru veřejnost naší vlasti uctivou žádost o darování jejich dalekohledů, polních kukátek, triedrů, Zeissových přístrojů, rovněž i dobrých divadelních kukátek a prosí, aby tyto dary poslány byly do ústředního shromaždiště Rakouského klubu honebního.
Čech. Der Böhme, 3. června 1915

## Nástupnické organizace po rozpadu Rakouska-Uherska
V roce 1919 založený «Československý lovecký a kynologický říšský svaz» se sídlem v Praze (Dolních Počernicích), v jehož sekretariátě se také nalézala Československá kniha rodokmenová, redakce a administrace odborného svazového časopisu „Lov a kynologie” (od r. 1930 přejmenovaný na „Věstník Československého loveckého a kynologického říšského svazu” se sídlem v Praze), se v prosinci 1935 sloučil pod nově ustavený Československý kynologický svaz v Praze, který se stal ústřední organizací pro Československý lovecký a kynologický říšský svaz, Československý svaz kynologický a také Československou mysliveckou jednotu a další chovatelské spolky pěstitelů loveckých psů.
Dne 23. května 1922 zřídilo ministerstvo polního, lesního a vodního hospodářství pro správu Slovenska „Lovecký ochranný spolok pre Slovensko” se sídlem v Bratislavě a pobočkou v Žilině. V Maďarském království došlo k fúzi dvou zemských loveckých spolků; «Maďarský zemský spolek na ochranu honby / Ungarische Landes-Jagdschutzverein» a «„Hubertus”, zemský spolek maďarských myslivců / „Hubertus”, Landesverein der ungarischen Jäger» se na ustavující valné hromadě dohodly na spolkovém názvu «„Hubertus”, maďarský zemský spolek na ochranu honby» („Hubertus”, Ungarischer Landes-Jagdschutzverein) se sídlem v Budapešti. Předsedou byl zvolen Dr. gróf széki Teleki Pál (Graf Paul Teleki von Szék).
V roce 1923 byla založena Československá myslivecká jednota (ČSMJ), která se stala ústřední organizací českých mysliveckých a loveckých spolků. V roce 1932 došlo k ustanovení Myslivecké komory Československé republiky, která sdružovala celorepublikové svazy českou ČSMJ a v roce 1923 konstituovaný německý svaz «„St. Hubertus”, Allgemeiner Jagdschutz- und Hundezucht-Verband / „St. Hubertus”, Všeobecný svaz na ochranu honby a výchovu psů» se sídlem v Litoměřicích, od roku 1935 nesoucí název «Verband Sudetendeutscher Jäger „St. Hubertus” / Svaz sudetoněmeckých myslivců „St. Hubertus”» se sídlem v Liberci, jehož tiskovým orgánem byl dvakrát měsíčně vycházející odborný časopis „Deutsche Jägerzeitung”.
Na Moravě vznikl německý svaz «Verband deutscher Jagdschutz- und Hundezuchtvereine im Tschechoslowakischen Staate / Svaz německých spolků na ochranu honby a spolků pro výchovu psů v Československém státě» se sídlem v Brně, který od roku 1933 sdružoval německé lovecké spolky: «Deutsch-mährischer Jagdschutz- und Hundezuchtverein» se sídlem v Brně, «„St. Hubertus” Deutsch Kurzhaar-Verein» se sídlem v Chomutově, «Jagd- und Fischereischutzverein für Ostschlesien» se sídlem v Těšíně, «Verein deutscher Jäger des Saazer Landes» se sídlem v Žatci, «Klub deutscher Jäger für Bilin und Umgebung» v Bílině, «Klub deutscher Jäger» se sídlem v Teplicích a «Jagdschutzverein für Westschlesien» se sídlem v Opavě. Svazovým časopisem byl měsíčník „Jagdliche und kynologische Rundschau”, vydávaný v letech 1928–1935.
V roce 1933 se ve Mšenu nad Nisou konstituoval další německý myslivecký svaz «Deutscher Jägerbund / Německý svaz myslivců», jehož cílem bylo obsáhnout německé myslivecké spolky ze 35 revírů v oblasti kolem řeky Nisy. Celosvazovým předsedou byl zvolen Ludwig Lammel. Územně byl svaz rozdělen do několika mysliveckých kruhů (Hegerring): Hegerring 1. na levém břehu řeky Nisy (předseda Heinrich Pilz z Maršovic), Hegerring 2. na pravém břehu řeky Nisy, Hegerring 3. pro oblast Langenbruck-Hermannstal, Hegerring 4. pro Reichenberg. Svaz čítal kolem 300 členů a působil až do odstoupení pohraničí v roce 1938.
V Rakouské republice se v roce 1925 konstituoval „Verband der Landes-Jagdschutzvereine Österreichs” se sídlem v Linci, v roce 1928 dva největší myslivecké spolky: «Jagdschutzverein für Niederösterreich und Wien» a «Landes-Jagdschutzvereine Österreichs» utvořily pracovní společenstvo (Arbeitsgemeinschaft). Ve stejném roce založili rakouští sociální demokraté «Verband der Arbeiter-Jagd- und Schützenverein Österreichs» (Svaz dělnických mysliveckých a střeleckých spolků Rakouska), který byl po vzniku Rakouského státu se všemi sociálně-demokratickými spolky zakázán. Po anšlusu byly rakouské myslivecké spolky zglajchšaltovány do NS-říšského svazu «NS-Reichsbund Deutsche Jägerschaft» a teprve po ukončení druhé světové války mohlo dojít v roce 1948 ke konstituci celostátní organizace «Bund Österreichischer Jagdvereinigungen» (Svaz rakouských mysliveckých organizací).